# Stenodyneriellus lepidus
Stenodyneriellus lepidus är en stekelart som beskrevs av Borsato 1995. Stenodyneriellus lepidus ingår i släktet Stenodyneriellus och familjen Eumenidae. Inga underarter finns listade i Catalogue of Life.